# Politique en Serbie-et-Monténégro
La Politique en Serbie-et-Monténégro, connue sous le nom de République fédérale de Yougoslavie, plus tard renommée en Serbie-et-Monténégro, se déroule dans le cadre d'une république parlementaire fédéraliste et multipartite, et près 2003, dans le cadre d'une confédération. Le président était le chef de l'État et, à la suite des réformes constitutionnelles de 2003, également chef du gouvernement. Le pouvoir exécutif était exercé par le Conseil des ministres. Le pouvoir législatif fédéral était confié au Parlement de Serbie-et-Monténégro (en).

## Histoire
En janvier 1998, Milo Đukanović devient président du Monténégro à la suite de l'élection présidentielle de novembre 1997 (en), jugées libres et équitables par les observateurs internationaux. Sa coalition remporte ensuite les élections législatives de mai 1998 (en). Après avoir résisté à la campagne de Milošević visant à saper son gouvernement, Đukanović s'efforce de trouver un équilibre entre la position indépendantiste de sa coalition et l'évolution de l'environnement national et international après la Révolution des bulldozers. En décembre 2002, Đukanović démissionne de son poste de président et est nommé Premier ministre. Le nouveau président du Monténégro est Filip Vujanović.
Avant le renversement du 5 octobre, alors que l'opposition grandit, Milošević continue à détenir un pouvoir important. Bien que son parti politique, le Parti socialiste de Serbie (PSS) (en cartel électoral avec la Gauche yougoslave (en) de Mirjana Marković), ne jouit pas d'une majorité au Parlement fédéral ou au Parlement serbe, il domine les coalitions au pouvoir et occupe tous les postes clés de l'administration. Un élément essentiel de la mainmise de Milošević sur le pouvoir était son contrôle de la police. Lors des élections fédérales ordinaires de septembre 2000, Vojislav Koštunica, chef du bloc de l'Opposition démocratique de Serbie, n'obtient pas la majorité, ce qui nécessite un second tour. Immédiatement, des manifestations de rue et des rassemblements ont lieu dans toutes les villes du pays, la nation se ralliant à Vojislav Koštunica. La crainte d'une annulation du second tour pour cause d'ingérence étrangère dans les élections était largement répandue.
Le 5 octobre 2000, Slobodan Milošević est contraint de reconnaître sa défaite après plusieurs jours de manifestations massives dans toute la Serbie. Le nouveau président de la RFY Vojislav Koštunica est soutenu par Zoran Đinđić, qui est élu Premier ministre de Serbie lors des élections républicaines de décembre 2000. Après une période de bonne entente dans le sillage du 5 octobre, le DSS et le reste du DOS, dirigé par Đinđić et son DS, sont de plus en plus en désaccord sur la nature et le rythme des réformes. À la mi-2002, Koštunica et Đinđić sont ouvertement en désaccord sur l'orientation des politiques à mener. Le parti de Koštunica, qui s'était officieusement retiré de tous les organes décisionnels de la DOS, militait pour des élections anticipées afin de forcer Đinđić à quitter la scène. Après l'euphorie initiale du remplacement de Milošević, la population, en réaction à cette manœuvre politique, sombre dans l'apathie et la désillusion à l'égard de ses principaux responsables politiques. Cette impasse politique se poursuit pendant une grande partie de l'année 2002, et les initiatives de réforme sont enlisées. Finalement, en février 2003, la charte constitutionnelle est ratifiée par les deux républiques et la Yougoslavie devient une confédération. En vertu de la nouvelle charte constitutionnelle, la plupart des fonctions et autorités fédérales sont transférées au niveau des républiques. Svetozar Marović est élu président de la Yougoslavie.
Le 6 février 2003, le pays devient une confédération conformément aux amendements convenus l'année précédente. Il s'agit d'une confédération avec davantage de pouvoirs dévolus aux républiques constitutives, le Monténégro et la Serbie, fonctionnant comme un commonwealth (en). Le gouvernement central est devenu en grande partie un organe d'apparat.
Le 12 mars 2003, le premier ministre serbe Zoran Đinđić est assassiné. Le nouveau gouvernement confédéré de Yougoslavie réagit rapidement en décrétant l'état d'urgence et en menant une campagne de répression sans précédent contre le crime organisé, qui aboutit à l'arrestation de plus de 4 000 personnes.
Le 3 juin 2006, le Monténégro déclare son indépendance. Le 5 juin 1005, c'est au tour de la Serbie, mettant ainsi fin à 88 ans d'unité entre les deux pays serbes - Serbie et Monténégro.

## Pouvoir exécutif
Le président est élu par le Parlement pour un mandat de quatre ans. Il dirige le Conseil des ministres, composé de cinq membres.

## Pouvoir législatif
L'Assemblée de Serbie-et-Monténégro (en) (Skupština Srbije i Crne Gore) comptait 126 membres élus pour un mandat de quatre ans, 91 en Serbie et 35 au Monténégro. Le premier parlement est élu le 25 février 2003 par les membres des anciens parlements fédéral et républicain. Les mandats sont répartis entre les partis et les coalitions proportionnellement au nombre de leurs sièges dans les parlements de Serbie et du Monténégro. Chaque fois qu'un des parlements est réélu, la composition change.

## Pouvoir judiciaire
La République fédérale de Yougoslavie disposait d'une Cour fédérale et d'une Cour constitutionnelle. Les juges étaient élus par l'Assemblée fédérale pour un mandat de neuf ans. Après la promulgation de la nouvelle Constitution, la Cour fédérale aurait eu des fonctions constitutionnelles et administratives ; elle aurait été composée d'un nombre égal de juges de chaque république.

## Adhésion à des organisations internationales
BADEA, BRI, CE (observateur), ICE, BERD, FAO, G77, AIEA, BIRD, OACI, ICC, CPI, CISL, MICR, IDA, FIDA, IFC, OHI, OIT, FMI, OMI, Interpol, CIO, OIM, ISO, UIT, OEA (observateur), OIAC, OSCE, CPA, ONU, CNUCED, UNESCO, UNHCR, ONUDI, MANUTO, UPU, CMT, OMD, OMS, OMPI, OMM, OMT, OMS (observateur).